# Birgit Õigemeel
Birgit Õigemeel (n. 24 septembrie 1988, Kohila Rural Municipality⁠(d), RSS Estonă, URSS) este o cântăreață estoniană. În 2007 ea a jucat rolul Silviei în comedia Doi tineri din Verona (scrisă de William Shakespeare și regizată de Lembit Peterson).
Birgit este de asemenea prima câștigătoare a concursului Estonian Idol.
În 2007 la un festival cultural italian "L'Olivo d'Oro", Birgit a fost prima cântăreață non-italiană, care a reușit să câștige titlul de "golden olive branch".
Õigemeel a reprezentat Estonia la Concursul Muzical Eurovision 2013 din Malmö, Suedia.

## Discografie

### Albume
- Birgit Õigemeel (2008-01-25)
- Ilus aeg (2008-11-11)
- Teineteisel pool (2009-11-19)

### Singles
- Kas tead, mida tähendab... (13 November 2007)
- 365 Days (2008)
- Homme (2008)
- Ise (2008)
- Last Christmas (2008)
- Talve võlumaa (2008)
- Moonduja (2009)
- See öö (2009)
- Põgenen (with Koit Toome) (2010)
- Iialgi (with Violina) (2010)
- Eestimaa suvi (2010)
- Parem on ees (2011)
- You're not alone (with Violina)(2011)
- Et uus saaks alguse (2012)